# Верх-Урюм

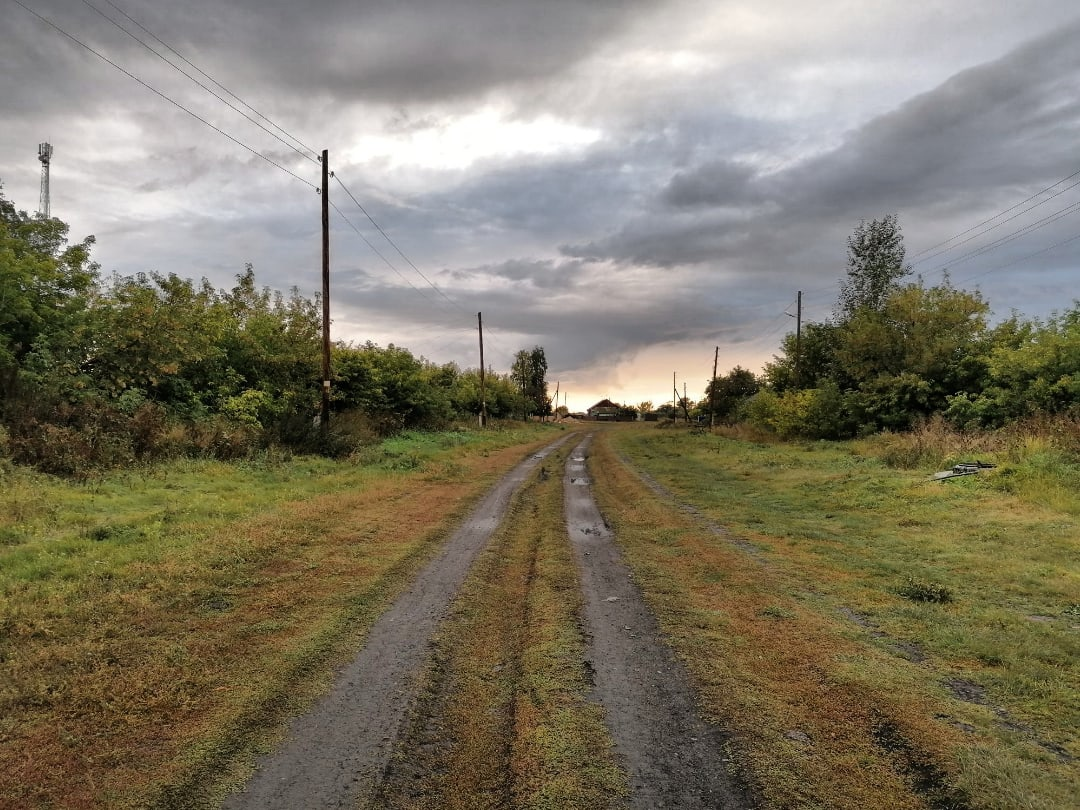
Вид на Верх-Урюм с улицы Южная

Верх-Урюм — село в Здвинском районе Новосибирской области, административный центр Верх-Урюмского сельсовета.

## География
Площадь села — 275 гектаров.

## История
Село было основано предположительно в 1887 году крестьянином из Воронежа М. С. Сильнягиным. Село звалось его фамилией вплоть до 1912 года. В селе когда-то были церковь, 2 маслодельных завода, 3 мельницы и торговые лавки. Дом культуры, одно из самых главных зданий в селе, построили в 1966 году. Дом культуры работает и по сегодняшний день, правда уже не в таком объёме, как раньше.

## Население
| 2002 | 2007 | 2010 |
| ---- | ---- | ---- |
| 930  | ↘825 | ↘805 |

## Инфраструктура
В селе по данным на 2007 год функционируют 1 учреждение здравоохранения и 2 образовательных учреждения, среди которых детский сад и школа